# Herb Sopotu
Herb Sopotu – jeden z symboli miejskich Sopotu.

## Wygląd i symbolika
Herb przedstawia w późnogotyckiej tarczy na niebieskim tle białą mewę z czarnymi nogami, przysiadającą na białym (srebrnym) dorszu leżącym na kopczyku żółtego piasku. Nad tarczą herbową corona muralis w kształcie czerwonego (ceglastego) muru z trzema takimiż wieżami o białych blankach z bramą wjazdową z czarną framugą.
Mewa na błękitnym tle oraz dorsz odzwierciedlają położenie miasta nad Bałtykiem. Piasek symbolizuje nadmorskie wydmy. Corona muralis nawiązuje najprawdopodobniej do sąsiedniego Gdańska.

## Historia
Herb jest autorstwa Elsy Lüdecke i został zatwierdzony dekretem 17 lutego 1904 roku przez cesarza Wilhelma II. Uroczyste przyjęcie nowego herbu odbyło się 1 kwietnia 1904 r. Herb został przyjęty przez Radę Miasta Sopotu 14 września 1995 r.